# An American Trilogy
An American Trilogy – amerykańska piosenka stworzona przez twórcę piosenek country Mickeya Newbury’ego i spopularyzowana przez Elvisa Presleya począwszy od 26 stycznia 1972 do 2 czerwca 1977 roku. Jest to składanka 3 XIX-wiecznych piosenek – „Dixie”, blackface minstrel – pieśni, która stała się nieoficjalnym hymnem Skonfederowanych Stanów Ameryki w czasie Wojny secesyjnej; „All My Trials”, pierwotnie bahamskiej kołysanki, lecz blisko nawiązującej do afroamerykańskiej Negro spirituals, znanej przez muzykę folkową; oraz „Hymnu Bojowego Republiki”, pieśni przewodniej Armii Unii podczas Wojny secesyjnej.